# Xã Winfield, Michigan
Xã Winfield (tiếng Anh: Winfield Township) là một xã thuộc quận Montcalm, tiểu bang Michigan, Hoa Kỳ. Năm 2010, dân số của xã này là 2.235 người.